# Aïché Nana
Kiash Nanah (Beirut, 2 de febrero de 1936 – Roma, 29 de enero de 2014), conocida como Aïché (Ayşe) Nana, fue una actriz, bailarina y estríper turca de origen libanés.
Nacida en Beirut, comenzó su carrera en 1954 a a los 14 años, antes de trasladarse a Francia y después a Italia para convertirse en bailarina. Allí se casó con el director, guionista y productor italiano Sergio Pastore.
Se convirtió en toda una celebridad en Italia, sobre todo por un famoso estriptis el 5 de noviembre de 1958 durante una fiesta privada en la Restaurante Rugantino en la Viale di Trastevere en Rome, que causó un escándalo público y que inspiró a la escena de la orgía del film de Federico Fellini La dolce vita.

## Muerte
Nana murió a causa de un cáncer el 29 de enero de 2014, cuatro días antes de cumplir los 78 años, en el Hospital Aurelia en Roma.

## Filmografía
| Year | Title                                                 | Role                     | Notes |
| ---- | ----------------------------------------------------- | ------------------------ | ----- |
| 1956 | The Lebanese Mission                                  | Bailarina                |       |
| 1956 | A Touch of the Sun                                    | Bailarina                |       |
| 1965 | Sheriff Won't Shoot                                   | Desiree                  |       |
| 1966 | A... For Assassin                                     | Adriana Prescott         |       |
| 1966 | Thompson - 1880                                       | Fanny                    |       |
| 1968 | Giurò... e li uccise ad uno ad uno... Piluk il timido | Daisy Sugar Candy        |       |
| 1968 | Due occhi per uccidere                                | Nadia                    |       |
| 1968 | Crisantemi per un branco di carogne                   |                          |       |
| 1970 | Edipeon                                               | Lola                     |       |
| 1977 | I nuovi mostri                                        | La principessa Altoprati |       |
| 1978 | Porco mondo                                           |                          |       |
| 1978 | Enfantasme                                            | Gitana                   |       |
| 1979 | Images in a Convent                                   | Madre Superiora          |       |
| 1983 | The Story of Piera                                    | La veggente / Midwife    |       |
| 1985 | King David                                            | Ahinoab                  |       |
| 1991 | Strepitosamente... flop                               | Pon                      |       |